# ناترکیان
ناترکیان (نام علمی: Sapindaceae) نام یک تیره از راسته افراسانان است. نام این تیره از گیاه ناترک گرفته شده است.